# Rune T. Kidde
Rune Torstein Kidde (født 27. september 1957 i Dalum, død 21. oktober 2013 i Slagelse) var en dansk forfatter,  
historiefortæller, lyriker og tegner. Søn af illustrator og grafiker Thormod Kidde (født 19. juli 1925, død 19. februar 1996) og keramiker Ragnhild Kidde (født 6. marts 1929, død 16. september 1997). Student fra Vestfyns Gymnasium 1976.
Rune T. Kidde var multikunstner og udgav både humoristiske tegneserier, digte, romaner, børnebøger og biografier. Derudover har han lavet radiomontager til Børneradio og indsunget sange samt skrevet sangtekster og dramatik.

## Tegneserietegner og humorist
Rune T. Kidde var et fremtrædende medlem af 1970'ernes danske tegneserieundergrund. Han var udgiver af Fields’isten og fanzines som Blomstrende Spaghetti, Knulp og Kong Knud. I 1977 var han medstifter af kollektivforlaget “Balder og Brage”, som udgav Danmarks første undergrundsperiodica med tegneserier På Stribe. I 1979 var han medstifter af tegnestuen "Gimle" sammen med bl.a. Peter Madsen og i 1984 af "Tegneserieværkstedet".
Han debuterede som tegneserietegner med albummene Rune T. Kidde og Man siger så meget i 1980 og udgav op gennem 1980'erne en lang række tegneserier samt den illustrerede håndbog Øldrikkerens lille grønne.
Derudover stiftede Rune T. Kidde i 1975 "Folkebevægelsen for W. C. Fields" for at udbrede kendskabet til et af sine store idoler. Han blev samme år æresmedlem af bevægelsen. 
I 1990 mistede han synet, hvilket var svært at kombinere med tegneserie-produktionen. Alligevel blev Rune T. Kidde ved med at producere tegneserier og billedbøger, hvor andre tegnere – særligt Jørgen Mogensen – tegnede efter hans direktiver.
I årene 1980-1981 var han redaktør på tegneserieforlaget Interpresse for Fantomet, Basserne, “Komix” og “Underground”. Han arbejdede i denne tid sammen med førende serieskabere som Mort Walker, Will Eisner og Gilbert Shelton. I 1980'erne var tegnede og skev han til Ekstra Bladet, Politiken, Svikmøllen, Euroman og en række fanzines.

## Radio
Fra 1990-2000 arbejdede han freelance for Danmarks Radio P1, P2 og P3. Han lavede både rejsemontager fra Kina, Japan, Caribien, Færøerne og dramatiserede for P3 Børneradio “Eventyret om ringen” og “Snabelsko og gåsetænder”.

## Skønlitteratur
Rune T. Kidde debuterede som skønlitterær forfatter med digtsamlingen Gjort bedre før i 1983. I 1993 udgav han sin første roman Rejsen til Alvilva, der er bygget over eventyret om Store Klaus og Lille Klaus og er hans første prosaværk. I 1997 udgav han Midt i havet, midt i himlen, som er en delvis selvbiografisk roman, der handler om at blive blind. I 2010 blev hans eksperimenterende krimi og psykologiske thriller, Julius afsind, nomineret til DR Romanprisen. Året efter udgav han Sandhedens Djævlekløer, en litterær fabel om mennesket uden centrum og uden hjerte bygget over den russiske mystiker Rasputins liv. I 2012 udkom romanen Dødssøbølger, en harsk og galgenhumoristisk kommentar til kvinden og manden i verden af i dag.

## Biografier og slægtshistorie
Ud over sit skønlitterære forfatterskab har Rune T. Kidde skrevet biografierne Leveomkostningerne er steget med en femmer per halvflaske – en bog om W. C. Fields (1986) om den amerikanske komiker W. C. Fields og Thormod Kidde, Kvindfolk (2002) om sin far illustratoren Thormod Kidde. I 2007 udgav han selvbiografien Kruseduller, kragetæer og kreative krumspring. Hans interesse for personalhistorie giver sig også udslag i en omfattende slægtshistorisk forskning, og han står bag hjemmesiden haraldkidde.dk om forfatteren Harald Kidde, der også indeholder oplysninger om dennes bror politikeren Aage Kidde.

## Historiefortæller og tekstforfatter
Rune T. Kidde var også fortæller og har optrådt med sin lyrik og sine Ækle Æventyr sammen med bl.a. Trio Confetti, Christian Søgaard Trio og Fuzzy. I 2000 skrev han librettoen til “Heksemutter Mortensen og den fede kalkun” til Det Kongelige Teater, hvor musikken blev leveret af komponisten Fuzzy. Operaen blev instrueret af Kasper Holten. Han har desuden skrevet sangtekster til andre kunstnere bl.a. Povl Dissing, Per Vers, Einar Enemark fra MC Einar, Nanna Lüders og folkesangeren Bente Kure.

## Film og teater
Han debuterede i 1983 som dramatiker med stykket "En måge over Ejer Bavnehøj" på Det Danske Teater. Fik i 2005 skuespillerdebut i Jon Bang Carlsens film Blinded Angels, der foregår i Cape Town i Sydafrika.

## Priser og legater
- 2005: “Kong Karneval” for Nordeuropas største karneval i Aalborg .
- 2000: Kodas arbejdslegat, libretto til operaen “Neja”, komponist Eva Kondrup. Opførelse “Den anden opera”.
- 2000: Teaterrådets arbejdslegat, libetto til operaen “Neja”, komponist Eva Kondrup. Opførelse “Den anden opera”.
- 1999: Dan Turéll prisen for litterært multimedie-arbejde.
- 1998: Prix Nordica som manusforfatter til og producer af radioserien “Snabelsko og gåsetænder”, P3 Børneradio.
- 1996: Ingeniør Carl Ludvig Pers og hustru Florentine Alexandra Pers legat for litterært multimedie-arbejde som blind.
- 1990: Harald og Astrid Ehrencron-Kiddes legat for litterært arbejde generelt.
- 1986: Ping-prisen for arbejde med tegneseriemediet.
- 1975: Æresmedlem af “Folkebevægelsen for W. C. Fields”.

### Tegneserier
- Rune T. Kidde, 1980.
- Man siger så meget, 1980.
- Gal og normal, 1982.
- Må jeg høfligst anmode dem om at tage denne sag alvorligt, 1984.
- Den lilla møghætte og pulven, 1987.
- Litterærlige klassikere, 1988.
- Menigmands guide til det indre marked, 1992 (senere genudgivet som Alt om EU og de andre tyskere).

### Poesi
- Gjort bedre før , 1983.
- Fuglefri , 1998.
- I krig og kærlighed , 1999.
- Hønen i posen - rim og remser, 2000
- Hvor er fyrvogteren? , 2002.
- Året rundt på gulvet – hyldest til ottetallet , 2005.

### Romaner
- Rejsen til Alvilva, 1993.
- Midt i himlen, midt i havet, 1997.
- Da Henry Høj gik over i historien, 2000.
- Hr. og fru Dicht i Island, 2008.
- Julius afsind, 2009.
- Sandhedens djævlekløer, 2011.
- Dødssøbølger, 2012.
- Friederikesdal, 2014 (sammen med Ida Holst).

### Biografier
- Leveomkostningerne er steget med en femmer per halvflaske – en bog om W. C. Fields , 1986.
- Øllet blev hans skæbne , 1999.
- Thormod Kidde – Kvindfolk , 2002.
- Kruseduller, kragetæer og kreative krumspring (selvbiografi), 2007.